# Mesoleptus auxiliarius
Mesoleptus auxiliarius är en stekelart som först beskrevs av Forster 1876.  Mesoleptus auxiliarius ingår i släktet Mesoleptus och familjen brokparasitsteklar. Inga underarter finns listade i Catalogue of Life.